# Dirk van der Aa

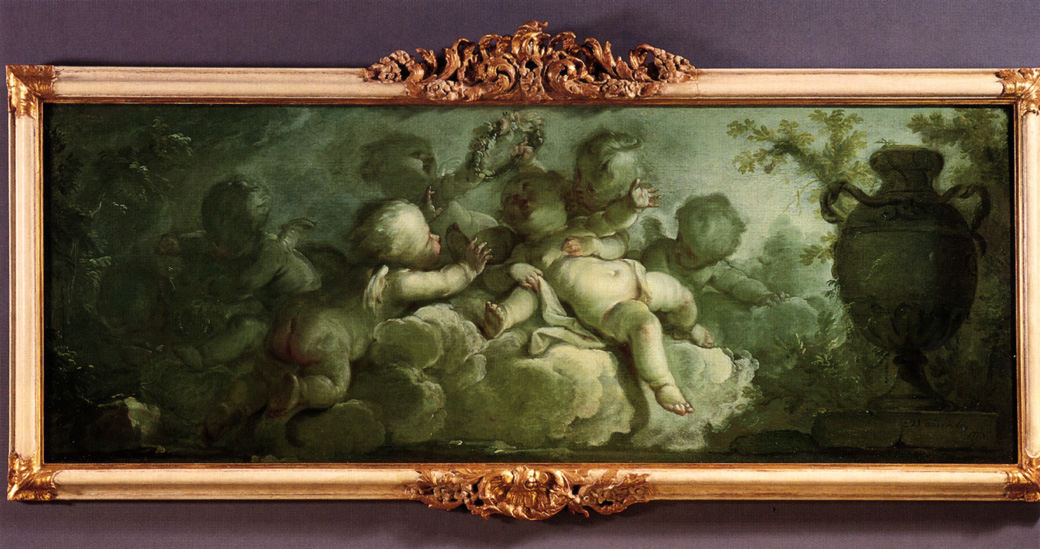
Putta w obłokach, 1773

Dirk van der Aa (ur. 1731 w Hadze, zm. 23 lutego 1809 tamże) – holenderski malarz rokokowy.
Artysta związany z Hagą, jego nauczycielami byli mało znani malarze Johann Heinrich Keller i Gerrit Mes. Aa uprawiał malarstwo alegoryczne i dekoracyjne, później jego specjalnością stały się monochromatyczne grisaille. Wykształcił kilku uczniów, m.in. Everta Morela, Cornelisa Kuipersa, Louisa Moritza i bratanka Jakuba Dirk van der Aa.